# Gunnar Ibsen Sørensen
Gunnar Ibsen Sørensen (27. juni 1913 - 10. maj 2004) var en dansk roer fra Thisted. Han var medlem af Københavns Roklub i Sydhavnen.
Sørensen repræsenterede Danmark ved OL 1936 i Berlin. Her udgjorde han, sammen med Hans Mikkelsen, Flemming Brandt Jensen, Svend Aage Holm Sørensen og styrmand Aage Jensen den danske firer med styrmand. Danskerne sluttede på fjerdepladsen i sit indledende heat, hvorefter de vandt et opsamlingsheat. I finalen sluttede danskerne på 6.- og sidstepladsen.